# John Tucker Battle
Pour les articles homonymes, voir Battle.
John Tucker Battle est un scénariste né le 1er octobre 1902 décédé le 30 octobre 1962 à Hollywood (Californie).

## Filmographie
- 1944 : Irish Eyes Are Smiling
- 1945 : Captain Eddie
- 1948 : Danny, le petit mouton noir (So Dear to My Heart)
- 1951 : Les Hommes-grenouilles (The Frogmen)
- 1955 : L'Homme traqué (A Man Alone)
- 1956 : L'Homme de Lisbonne (Lisbon)
- 1957 : Le Vengeur (Shoot-Out at Medicine Bend)